# كريستينا كريبلا
كريستينا كريبلا (بالكرواتية: Kristina Krepela)‏ هي ممثلة كرواتية، ولدت في 4 سبتمبر 1979 بزغرب في كرواتيا.

## أعمال

### أفلام
- (2007) ذا هانتنج بارتي

## وصلات خارجية
- كريستينا كريبلا على موقع IMDb (الإنجليزية)
- كريستينا كريبلا على موقع قاعدة بيانات الفيلم (الإنجليزية)